# Isménias
Isménias (en grec ancien Ἰσμηνίας) est un homme politique antique de Thèbes du IVe siècle av. J.-C., chef du parti démocrate thébain.
Il parvient au pouvoir en -403, soit un an après la guerre du Péloponnèse et poursuit une politique anti-Spartiate, accueillant notamment des Athéniens exilés par les Trente. En -382, les Spartiates et leurs alliés s'emparent de Thèbes, capturent Isménias et le font exécuter pour médisme. Platon explique dans le Ménon qu’il a reçu les richesses par un don ; en 2008, Monique Canto-Sperber explique qu’il s’agit d’argent de Perse pour nuire à Sparte. Dans la République, Platon dit qu’il serait à l’origine d’une maxime selon laquelle « Il est juste de faire du bien à ses amis et du mal à ses ennemis. »